# Ле-Шелар
Ле-Шела́р (фр. Le Cheylard, окс. Lo Chailar) — коммуна во Франции, находится в регионе Рона — Альпы. Департамент коммуны — Ардеш. Административный центр кантона Ле-Шелар. Округ коммуны — Турнон-сюр-Рон.
Код INSEE коммуны — 07064.

## Население
Население коммуны на 2008 год составляло 3285 человек.
| 1962 | 1968 | 1975 | 1982 | 1990 | 1999 | 2008 |
| ---- | ---- | ---- | ---- | ---- | ---- | ---- |
| 3735 | 3979 | 4262 | 4239 | 3833 | 3514 | 3285 |

## Экономика
В 2007 году среди 2043 человек в трудоспособном возрасте (15—64 лет) 1460 были экономически активными, 583 — неактивными (показатель активности — 71,5 %, в 1999 году было 74,0 %). Из 1460 активных работали 1348 человек (715 мужчин и 633 женщины), безработных было 112 (54 мужчины и 58 женщин). Среди 583 неактивных 129 человек были учениками или студентами, 281 — пенсионерами, 173 были неактивными по другим причинам.

## Города-побратимы
- Вайльмюнстер (Германия, с 1963)

## Фотогалерея
- Церковь
- Замок Ла-Шез
- Карта коммуны